# 17.ª etapa da Volta a Espanha de 2022
A 17.ª etapa da Volta a Espanha de 2022 teve lugar a 7 de setembro de 2022 entre Aracena e Monastério de Tentudía sobre um percurso de 162,3 km. O vencedor foi o colombiano Rigoberto Urán do EF Education-EasyPost e o belga Remco Evenepoel conseguiu manter a liderança.

## Classificação da etapa
| Aracena - Monastery of Nuestra Señora de Tentudía, Calera de León | média montanha | (162,3 km) |

| \| Classificação por etapas \| Classificação por etapas \| Classificação por etapas \| Classificação por etapas \| Classificação por etapas \| \| Ciclista \| Ciclista \| Equipe \| Tempo \| \| \| ------------------------ \| ------------------------ \| ------------------------ \| ------------------------ \| ------------------------ \| \| 1. \| Rigoberto Urán \| EF Education-EasyPost \| 3h42m28s \| \| \| 2. \| Quentin Pacher \| Groupama-FDJ \| + 0s \| \| \| 3. \| Jesús Herrada \| Cofidis \| + 3s \| \| \| 4. \| Marc Soler \| UAE Team Emirates \| + 15s \| \| \| 5. \| Kenny Elissonde \| Trek-Segafredo \| + 26s \| \| \| 6. \| Clément Champoussin \| AG2R Citroën Team \| + 29s \| \| \| 7. \| Alessandro De Marchi \| Israel-Premier Tech \| + 46s \| \| \| 8. \| Bob Jungels \| AG2R Citroën Team \| + 55s \| \| \| 9. \| Élie Gesbert \| Arkéa-Samsic \| + 1m09s \| \| \| 10. \| Lawson Craddock \| BikeExchange-Jayco \| + 1m30s \| \| |                      |                       |          |
| |                      |                       |          |
| Fonte: ProCyclingStats |                      |                       |          |
| Classificação por etapas |                      |                       |          |
| Ciclista | Ciclista             | Equipe                | Tempo    |
| 1. | Rigoberto Urán       | EF Education-EasyPost | 3h42m28s |
| 2. | Quentin Pacher       | Groupama-FDJ          | + 0s     |
| 3. | Jesús Herrada        | Cofidis               | + 3s     |
| 4. | Marc Soler           | UAE Team Emirates     | + 15s    |
| 5. | Kenny Elissonde      | Trek-Segafredo        | + 26s    |
| 6. | Clément Champoussin  | AG2R Citroën Team     | + 29s    |
| 7. | Alessandro De Marchi | Israel-Premier Tech   | + 46s    |
| 8. | Bob Jungels          | AG2R Citroën Team     | + 55s    |
| 9. | Élie Gesbert         | Arkéa-Samsic          | + 1m09s  |
| 10. | Lawson Craddock      | BikeExchange-Jayco    | + 1m30s  |

## Classificações ao final da etapa

### Classificação geral
| \| Classificação geral \| Classificação geral \| Classificação geral \| Classificação geral \| Classificação geral \| \| Ciclista \| Ciclista \| Equipe \| Tempo \| \| \| ------------------- \| ------------------- \| ---------------------- \| ------------------- \| ------------------- \| \| 1. \| Remco Evenepoel \| Quick-Step Alpha Vinyl \| 65h14m05s \| \| \| 2. \| Enric Mas \| Movistar Team \| + 2m01s \| \| \| 3. \| Juan Ayuso \| UAE Team Emirates \| + 4m51s \| \| \| 4. \| Carlos Rodríguez \| Ineos Grenadiers \| + 5m20s \| \| \| 5. \| Miguel Ángel López \| Astana Qazaqstan Team \| + 5m33s \| \| \| 6. \| João Almeida \| UAE Team Emirates \| + 6m51s \| \| \| 7. \| Thymen Arensman \| Team DSM \| + 7m46s \| \| \| 8. \| Ben O'Connor \| AG2R Citroën Team \| + 9m11s \| \| \| 9. \| Rigoberto Urán \| EF Education-EasyPost \| + 9m33s \| \| \| 10. \| Jai Hindley \| Bora-Hansgrohe \| + 11m40s \| \| |                    |                        |           |
| |                    |                        |           |
| Fonte: ProCyclingStats |                    |                        |           |
| Classificação geral |                    |                        |           |
| Ciclista | Ciclista           | Equipe                 | Tempo     |
| 1. | Remco Evenepoel    | Quick-Step Alpha Vinyl | 65h14m05s |
| 2. | Enric Mas          | Movistar Team          | + 2m01s   |
| 3. | Juan Ayuso         | UAE Team Emirates      | + 4m51s   |
| 4. | Carlos Rodríguez   | Ineos Grenadiers       | + 5m20s   |
| 5. | Miguel Ángel López | Astana Qazaqstan Team  | + 5m33s   |
| 6. | João Almeida       | UAE Team Emirates      | + 6m51s   |
| 7. | Thymen Arensman    | Team DSM               | + 7m46s   |
| 8. | Ben O'Connor       | AG2R Citroën Team      | + 9m11s   |
| 9. | Rigoberto Urán     | EF Education-EasyPost  | + 9m33s   |
| 10. | Jai Hindley        | Bora-Hansgrohe         | + 11m40s  |

### Classificação por pontos
| Classificação por pontos | Classificação por pontos | Classificação por pontos | Classificação por pontos | Classificação por pontos |
| Ciclista                 | Ciclista                 | Equipe                   | Pontos                   |                          |
| ------------------------ | ------------------------ | ------------------------ | ------------------------ | ------------------------ |
| 1.                       | Mads Pedersen            | Trek-Segafredo           | 349 pts                  |                          |
| 2.                       | Fred Wright              | Bahrain Victorious       | 149 pts                  |                          |
| 3.                       | Marc Soler               | UAE Team Emirates        | 133 pts                  |                          |
| 4.                       | Samuele Battistella      | Astana Qazaqstan Team    | 105 pts                  |                          |
| 5.                       | Remco Evenepoel          | Quick-Step Alpha Vinyl   | 103 pts                  |                          |
| 6.                       | Enric Mas                | Movistar Team            | 90 pts                   |                          |
| 7.                       | Pascal Ackermann         | UAE Team Emirates        | 86 pts                   |                          |
| 8.                       | Quentin Pacher           | Groupama-FDJ             | 74 pts                   |                          |
| 9.                       | Danny van Poppel         | Bora-Hansgrohe           | 72 pts                   |                          |
| 10.                      | Lawson Craddock          | BikeExchange-Jayco       | 64 pts                   |                          |

### Classificação da montanha
| Classificação da montanha | Classificação da montanha | Classificação da montanha | Classificação da montanha | Classificação da montanha |
| Ciclista                  | Ciclista                  | Equipe                    | Pontos                    |                           |
| ------------------------- | ------------------------- | ------------------------- | ------------------------- | ------------------------- |
| 1.                        | Jay Vine                  | Alpecin-Deceuninck        | 59 pts                    |                           |
| 2.                        | Richard Carapaz           | Ineos Grenadiers          | 30 pts                    |                           |
| 3.                        | Thymen Arensman           | Team DSM                  | 22 pts                    |                           |
| 4.                        | Robert Stannard           | Alpecin-Deceuninck        | 21 pts                    |                           |
| 5.                        | Marc Soler                | UAE Team Emirates         | 20 pts                    |                           |
| 6.                        | Enric Mas                 | Movistar Team             | 19 pts                    |                           |
| 7.                        | Jimmy Janssens            | Alpecin-Deceuninck        | 17 pts                    |                           |
| 8.                        | Miguel Ángel López        | Astana Qazaqstan Team     | 16 pts                    |                           |
| 9.                        | Thibaut Pinot             | Groupama-FDJ              | 12 pts                    |                           |
| 10.                       | Jesús Herrada             | Cofidis                   | 11 pts                    |                           |

### Classificação dos jovens
| Classificação dos jovens | Classificação dos jovens | Classificação dos jovens | Classificação dos jovens | Classificação dos jovens |
| Ciclista                 | Ciclista                 | Equipe                   | Tempo                    |                          |
| ------------------------ | ------------------------ | ------------------------ | ------------------------ | ------------------------ |
| 1.                       | Remco Evenepoel          | Quick-Step Alpha Vinyl   | 65h14m05s                |                          |
| 2.                       | Juan Ayuso               | UAE Team Emirates        | + 4m51s                  |                          |
| 3.                       | Carlos Rodríguez         | Ineos Grenadiers         | + 5m20s                  |                          |
| 4.                       | João Almeida             | UAE Team Emirates        | + 6m51s                  |                          |
| 5.                       | Thymen Arensman          | Team DSM                 | + 7m46s                  |                          |
| 6.                       | José Félix Parra         | Equipo Kern Pharma       | + 44m44s                 |                          |
| 7.                       | Gino Mäder               | Bahrain Victorious       | + 46m30s                 |                          |
| 8.                       | Sergio Higuita           | Bora-Hansgrohe           | + 54m33s                 |                          |
| 10.                      | Edoardo Zambanini        | Bahrain Victorious       | + 1h04m14s               |                          |

### Classificação por equipas
| Classificação por equipes | Classificação por equipes          | Classificação por equipes | Classificação por equipes |
| Equipe                    | Equipe                             | Tempo                     |                           |
| ------------------------- | ---------------------------------- | ------------------------- | ------------------------- |
| 1.                        | UAE Team Emirates                  | 194h52m35s                |                           |
| 2.                        | Ineos Grenadiers                   | + 43m16s                  |                           |
| 3.                        | Astana Qazaqstan Team              | + 54m47s                  |                           |
| 4.                        | Movistar Team                      | + 1h05m21s                |                           |
| 5.                        | Bahrain Victorious                 | + 1h07m40s                |                           |
| 6.                        | Bora-Hansgrohe                     | + 1h08m46s                |                           |
| 7.                        | Intermarché-Wanty-Gobert Matériaux | + 1h25m25s                |                           |
| 8.                        | Jumbo-Visma                        | + 1h41m25s                |                           |
| 9.                        | EF Education-EasyPost              | + 1h42m15s                |                           |
| 10.                       | Groupama-FDJ                       | + 2h16m08s                |                           |

## Abandonos
Primož Roglič, como consequência de uma queda no dia anterior, Filippo Conca, depois de ter dado positivo em COVID-19, e Bryan Coquard, fatigado, não tomaram a saída. Por sua vez, Rein Taaramäe não completou a etapa.